# Spiral
Cet article concerne la piste de bosleigh. Pour l'album de Vangelis, voir Spiral (album de Vangelis).
Pour les articles homonymes, voir Spiral (homonymie).

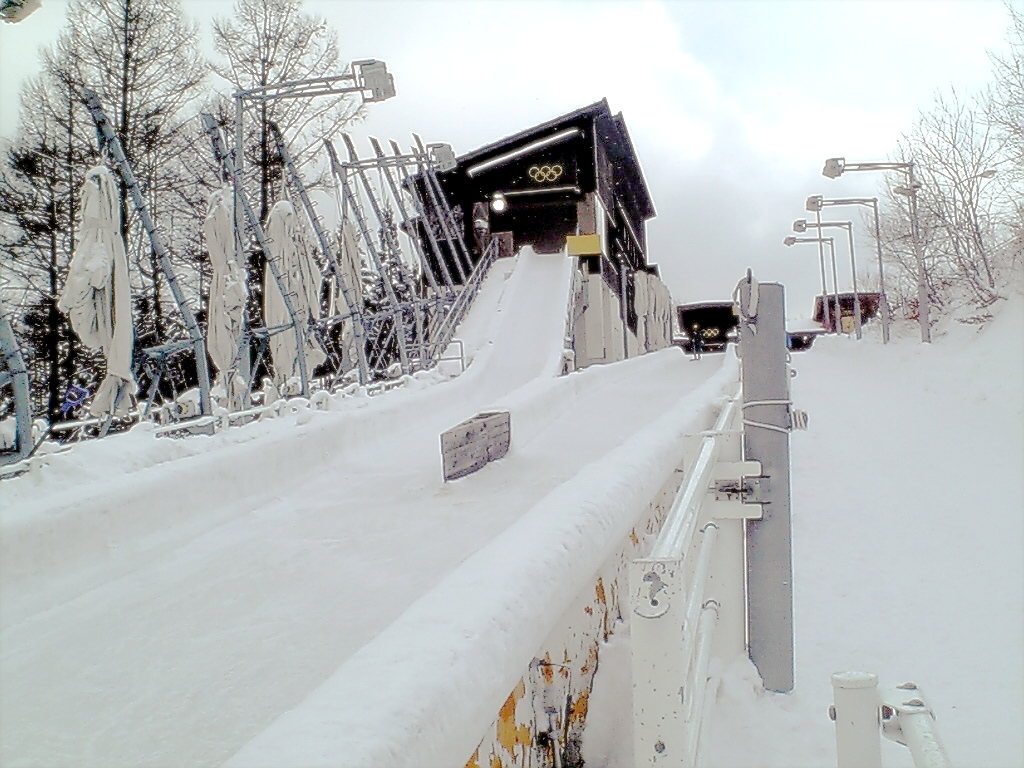
La Spiral

La Spiral est une piste de bobsleigh, luge et skeleton située à Iizuna au nord de Nagano (Japon).

## Histoire
La piste est construite à l'occasion des Jeux olympiques d'hiver de 1998 qui ont lieu à Nagano. Sa construction débute en novembre 1993 pour se terminer en mars 1996 après homologation de la FIBT le 28 mars 1996 et de la Fédération internationale de luge de course le 24 juin 1997.

## Statistiques
| Sport                         | Distance de la piste | Nombre de virages |
| ----------------------------- | -------------------- | ----------------- |
| Bobsleigh et skeleton         | 1360                 | 14                |
| Luge - hommes                 | 1326                 | 14                |
| Luge - femmes & hommes double | 1194                 | 13                |

Entre l'aire de départ et l'aire d'arrivée, la différence d'altitude est de 114 mètres.

## Grands évènements accueillis
Les différentes grandes compétitions qu'a accueilli Spiral furent :
- Les Jeux olympiques d'hiver de 1998.
- Les championnats du monde de la FIBT : 2003 (skeleton).
- Les championnats du monde de luge : 2004.